# DR Baureihe 01.5

## Geschiedenis en inzet
Net als bij de Deutsche Bundesbahn kampte ook de DR met problemen bij de ketels van de locomotieven uit de serie 01. Men besloot in 1962 35 locs door het AW Meiningen zeer ingrijpend te verbouwen en te laten voorzien van nieuw ontworpen ketels, nieuwe appendages zoals de stoomveiligheid, een Indusi-installatie voor automatische treinbeïnvloeding, nieuwe cilinders, kleinere windgeleidingsplaten en een nieuw machinistenhuis. Bovendien kreeg een aantal locs andere drijfwielen die niet de traditionele spaakwielen hadden maar uit gietstaal gegoten wielen met daarin speciaal gevormde gaten, de zg. boxpokwielen, die ook veel voorkwamen bij stoomlocs in de Sovjet-Unie. Schoorsteen, stoom- en zanddom waren vanaf de voorkant van de rookkast tot aan het machinistenhuis door een sierlijke beplating verborgen. Al met al ontstond eigenlijk een geheel nieuw locomotieftype met een imposant uiterlijk, dat nog nauwelijks leek op de originele Baureihe 01 uit 1926. In DDR sprak men daarom ook van Rekolokomotive of afgekort Rekolok.
De locs werden ingezet op de hoofdtrajecten in de DDR en trokken ook de interzonetreinen Berlijn - Hamburg, maar daar kwam door het Dampflokverbot bij de DB in 1977 abrupt een eind aan. Met een vermogen van 2500 PKi aan de trekhaak was de serie 01.5 krachtiger dan de sterkste West-Duitse sneltreinstoomloc, de serie 01.10.

## Oliestook en de oliecrisis
Vanaf loc 01 519 kregen de locs ook een oliestookinstallatie en later kregen nog meer exemplaren oliestook Tijdens de oliecrisis in het oostblok in de jaren 80 gingen alle locs tijdelijk buiten dienst en werden vervangen door locs uit de onverbouwde series 01 en 03 die nog kolengestookt waren of door dieselocs.

## Ketelexplosie loc 01 516
Op 27 november 1977 kreeg loc 01 516 (met computernummer 01 1516) die op weg was met een D-trein van Berlijn naar Leipzig te maken met een loc waarvan voorraad water niet was bijgevuld. De peilglazen wezen op een bijna lege ketel en het personeel wilde in station Bitterfeld snel waternemen. Wellicht door een te snelle remming van de trein schoof het kleine beetje water in de ketel naar voren en kwamen vuurkist en vlampijpen droog te staan. De smeltveiligheden (loodproppen) smolten niet en hierop ontplofte de ketel waarbij het locpersoneel de dood vond, de loc onherstebaar vernield werd en er veel schade was aan de spoorweg en het station. Dit was de laatste ketelexpolosie van een stoomloc in Duitsland. De explosie had verder geen invloed op de inzet van de stoomlocs bij de DR.
| Nummer Reko | Oud nummer | Bouwjaar | Nummer Reko | Oud nummer | Bouwjaar |
| ----------- | ---------- | -------- | ----------- | ---------- | -------- |
| 01 501      | 01 174     | 1962     | 01 519      | 01 186     | 1964     |
| 01 502      | 01 157     | 1962     | 01 520      | 01 162     | 1964     |
| 01 503      | 01 142     | 1962     | 01 521      | 01 144     | 1964     |
| 01 504      | 01 224     | 1962     | 01 522      | 01 184     | 1964     |
| 01 505      | 01 121     | 1962     | 01 523      | 01 191     | 1964     |
| 01 506      | 01 127     | 1962     | 01 524      | 01 129     | 1964     |
| 01 507      | 01 136     | 1962     | 01 525      | 01 219     | 1964     |
| 01 508      | 01 153     | 1963     | 01 526      | 01 163     | 1964     |
| 01 509      | 01 143     | 1963     | 01 527      | 01 225     | 1964     |
| 01 510      | 01 139     | 1963     | 01 528      | 01 119     | 1964     |
| 01 511      | 01 218     | 1963     | 01 529      | 01 205     | 1964     |
| 01 512      | 01 175     | 1963     | 01 530      | 01 221     | 1964     |
| 01 513      | 01 152     | 1963     | 01 531      | 01 158     | 1964     |
| 01 514      | 01 208     | 1963     | 01 532      | 01 135     | 1964     |
| 01 515      | 01 160     | 1963     | 01 533      | 01 116     | 1964     |
| 01 516      | 01 117     | 1963     | 01 534      | 01 203     | 1965     |
| 01 517      | 01 107     | 1963     | 01 535      | 01 156     | 1965     |
| 01 518      | 01 185     | 1963     |             |            |          |

## Foto's

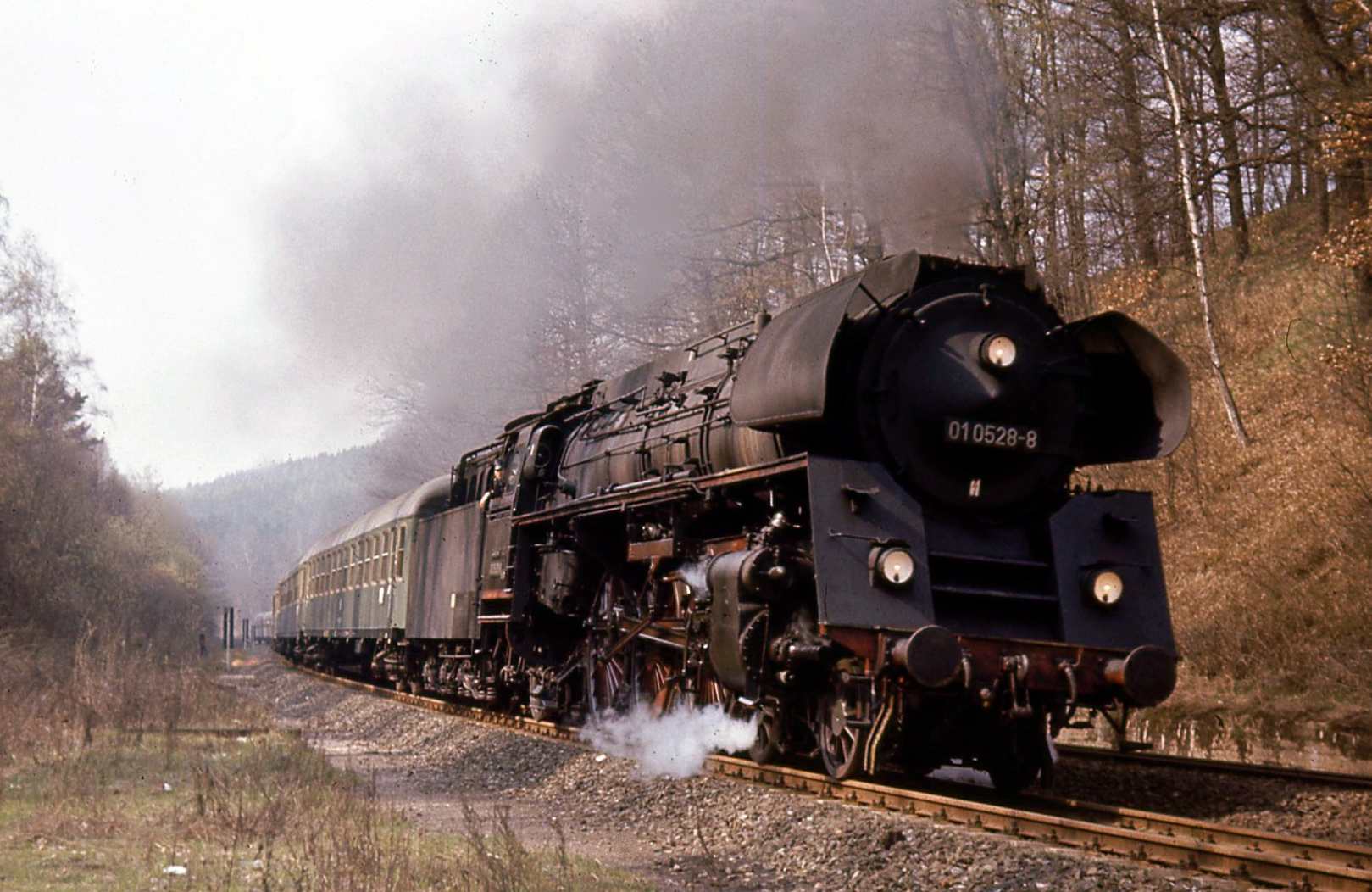
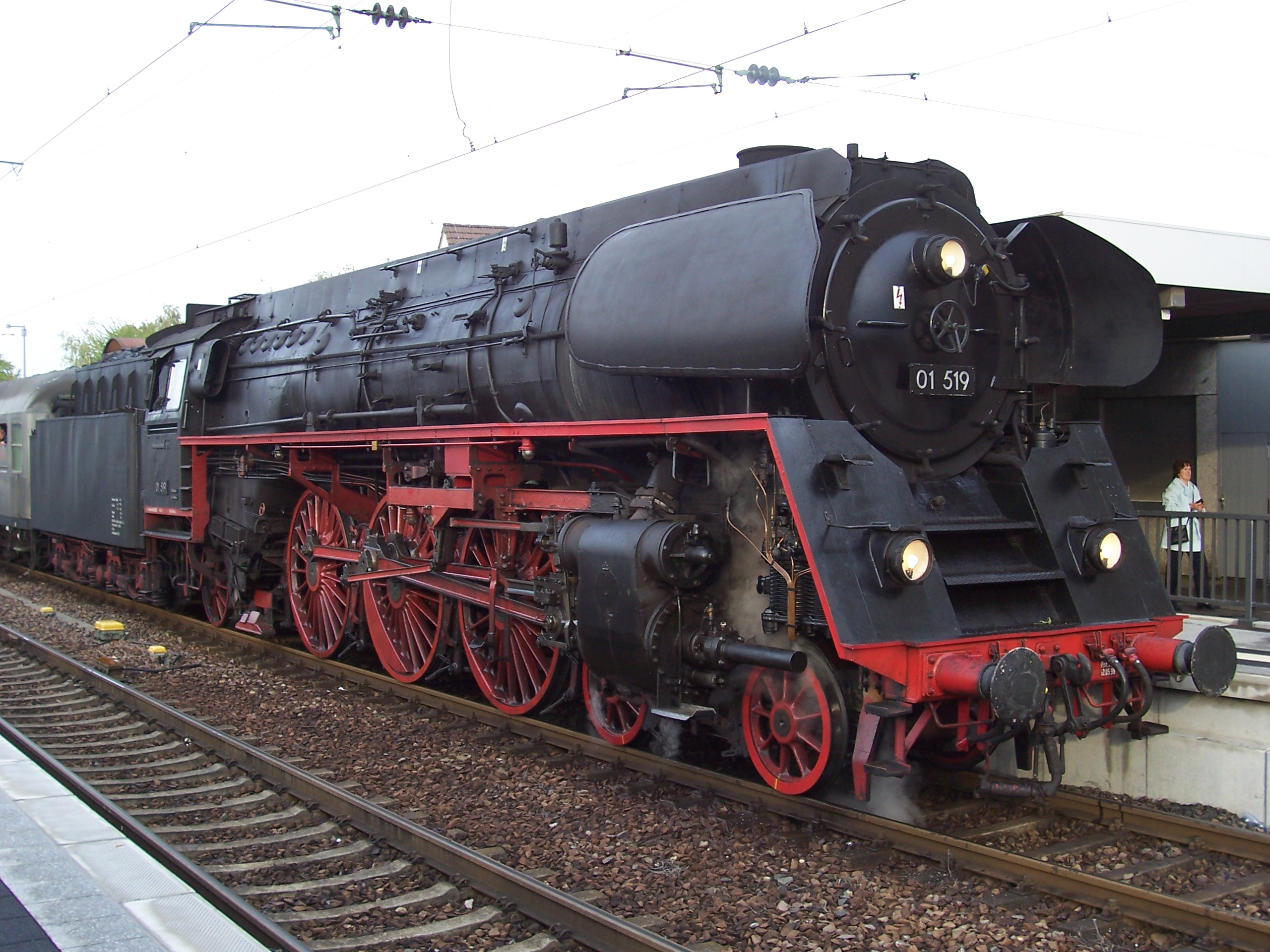

In dit overzicht staan eveneens treinen van de Deutsche Bundesbahn (DB) en van de Deutsche Reichsbahn (DR)